# Elusa incertans
Elusa incertans là một loài bướm đêm trong họ Noctuidae.